# Ophir (característica d'albedo)
Ophir és una característica d'albedo a la superfície de Mart, localitzada amb el sistema de coordenades planetocèntriques a -9.88 ° latitud N i 295 ° longitud E. El nom va ser aprovat per la UAI l'any 1958 i fa referència a Ofir, terra a la qual Salomó va enviar una expedició.